# Martin Winterkorn
Martin Winterkorn (Leonberg, Baden-Württemberg, Németország, 1947. május 24. –) autóipari menedzser, a Volkswagen AG volt elnöke, az Audi AG felügyelő bizottságának elnöke, a Porsche Automobil Holding SE igazgatótanácsának elnöke, a Budapesti Műszaki és Gazdaságtudományi Egyetem tiszteletbeli professzora és díszpolgára. Az Audi AG igazgatótanácsának elnökeként döntő, kulcsfontosságú érdemei vannak az Audi magyarországi leányvállalatának, az Audi Hungaria Motor Kft.-nek megalapításában, a győri telephely kiépítésében, illetve a további beruházások megvalósulásában. 2015. szeptember 23-án a Volkswagennél kirobbant dízelmotor botrány miatt lemondott a VW AG-nál betöltött elnökségéről, Matthias Müller váltotta a poszton.

## Élete
1947. május 24-én született a németországi Leonbergben Zsámbékról kitelepített sváb magyar szülők  gyermekeként. A stuttgarti egyetemen tanult 1966 és 1973 között kohászatot, majd 1977-ben a Max-Planck Intézetben doktorált. 1977-ben a Robert Bosch GmbH kutatási részlegén helyezkedett el, mint kutató-szakértő. 1978 és 1981 között ugyanitt a hűtő-kompresszor fejlesztési csoportot vezette, majd az Anyagok és Eljárások osztályt a Robert Bosch GmbH és Bosch-Siemens-Hausgeräte GmbH-nál. 1993-ban lett a Volkswagen AG Minőségbiztosítási Csoport vezetője, majd 1994-től megbízott ügyvezető, ezenkívül 1995 júniusától termelésért felelős ügyvezető. 1996 januárjában átvette a korábban Herbert Schuster vezette VW AG Műszaki Fejlesztés-t. Martin Winterkorn közreműködött abban, hogy Ferdinand Piëch – a Volkswagen AG akkori elnöke – jóváhagyja a Volkswagen Beetle gyártását. 2002. március 1-jén lett az Audi AG igazgatótanácsának elnöke és egyben az Audi leányvállalatainak az Automobili Lamborghini S.p.A. és a SEAT vezetője.
2007. január 1-jén váltotta Bernd Pischetsriedert a Volkswagen AG elnöki székében.
Tagja az Audi által szponzorált FC Bayern München labdarúgócsapatot működtető FC Bayern München AG felügyelő bizottságának.
2003 júniusa óta a Budapesti Műszaki és Gazdaságtudományi Egyetem tiszteletbeli professzora elismerve a kutatás és fejlesztés terén végzett tevékenységét. 2006. március 15-én Sólyom László köztársasági elnök a Magyar Köztársasági Érdemrend középkeresztjével tüntette ki.
2015. szeptember 23-án a Volkswagennél kirobbant dízelmotor botrány miatt lemondott a vezetői posztjáról.

## Fordítás
- Ez a szócikk részben vagy egészben  a   Martin Winterkorn című angol Wikipédia-szócikk ezen változatának fordításán alapul.  Az eredeti cikk szerkesztőit annak laptörténete sorolja fel. Ez a jelzés csupán a megfogalmazás eredetét és a szerzői jogokat jelzi, nem szolgál a cikkben szereplő információk forrásmegjelöléseként.